# Dick Keith
Richard Matthewson Keith, plus connu sous le nom de Dick Keith, né le 15 mai 1933 à Belfast en Irlande du Nord et décédé le 28 février 1967, est un footballeur international nord-irlandais qui évoluait au poste de défenseur.

## Biographie
Richard Matthewson Keith nait le 15 mai 1933 à Belfast.

### Carrière en club
Il commence sa carrière professionnelle dans le grand club de Belfast le Linfield Football Club. Il remporte trois championnats d'Irlande du Nord et une Coupe d'Irlande du Nord. En 1956, il est nommé Joueur de l'année en Ulster (Ulster Footballer of the year. Ce titre couronne le meilleur joueur du championnat. Ses performances attirent forcément l'attention des recruteurs anglais. C'est le Newcastle United Football Club qui fait la meilleure offre et arrive à le recruter. Pour Keith c'est un immense pas en avant dans sa carrière car Newcastle est un des clubs dominants dans les années 1950 car il vient de remporter trois FA Cup (1951, 1952 et 1955).
Entre 1957 et 1964, Dick Keith joue 208 matchs de championnat anglais avec Newcastle. Il est le capitaine du club à partir de 1962.
Pour terminer sa carrière professionnelle, Keith signe d'abord au Bournemouth & Boscombe Athletic où il reste deux saisons puis à partir de l'automne 1967 un club de division régionale, le Weymouth Football Club. Il a là un statut amateur jouant pour le club et travaillant dans le même temps sur des chantiers.
Le 27 février 1967, Dick Keith meurt accidentellement sur un chantier de construction. Il est écrasé par une porte automatique de garage qu'il était en train de démonter. Il est alors âgé de 33 ans.

### Carrière en sélection
Avec l'équipe d'Irlande du Nord, il joue 23 matchs (pour aucun but inscrit) entre 1957 et 1962. 
Il joue son premier match en équipe nationale le 6 novembre 1957 contre l'Angleterre et son dernier le 9 mai 1962 face aux Pays-Bas. Le 16 avril 1958, il inscrit un but contre son camp lors d'un match face au Pays de Galles.
Il figure dans le groupe des sélectionnés lors de la Coupe du monde de 1958. Lors du mondial organisé en Suède, il est titulaire indiscutable et joue 5 matchs, dont notamment la rencontre des quarts de finale perdue face à l'équipe de France.

## Palmarès
Linfield
- Championnat d'Irlande du Nord (3) :
  - Champion : 1953-54, 1954-55 et 1955-56.

- Coupe d'Irlande du Nord (1) :
  - Vainqueur : 1952-53.

## Sources
- (en) Paul Joannou, A Complete Who's Who of Newcastle United, Newcastle, Newcastle United Supporters Club, 1983, 206 p. (ISBN 978-0950887616)
- (en) Paul Joannou, Tommy Canning et Patrick Canning, Haway The Lads, The Illustrated Story of Newcastle United, 1989 (ISBN 978-1851582570)